# Галерија '73
Галерија '73 је установа културе која се налази у улици Пожешка 83a, у Београду.

## Историја
Галерија '73 је основана 1973, лого је осмислио дизајнер Вјенцеслав Рихтер за који су награђени исте године као најбоље дизајнерско решење и данас се налази у Музеју примењених уметности у Београду. У галерији се налазе радови бројних уметника међу којима су дела Ђорђа Крстића, Саве Шумановића, Милене Павловић Барили, Миће Поповића, Зорана Петровића, Милића од Мачве и других. Добитници су разних признања и награда, неке од њих су Политикина награда 1974. и 1982. и награда СО Чукарица „Матија Бан” 2000. године. Покровитељ дела програма је Министарство културе и информисања Републике Србије и Секретаријат за културу града Београда. Поред изложби организују књижевни и музички програм.